# Olof Gullberg
Olof Gullberg, född 17 augusti 1931 i Träslövs församling, nu tillhörande Varbergs kommun, död 15 september 2016 i Mölndal, var en svensk tonsättare, sedan 1965 bosatt i Göteborg. Han valdes in som medlem i Föreningen svenska tonsättare 1979.
Gullberg har studerat komposition för Hilding Rosenberg och Karl-Birger Blomdahl samt för Witold Lutosławski i Warszawa.
Inför en konsert anordnad av 'Föreningen Ny Musik' i Borås i januari 2004, presenterades han i följande ordalag: "En fjärils odyssé" är rubriken för denna porträttkonsert med musik av tonsättaren Olof Gullberg . . . Av åtta framförda verk är fem uruppföranden och samtliga, med ett undantag, komponerade under detta sekel."
Olof Gullberg säger sig "vara angelägen om att hålla produktionen föredömligt liten". På senare år, efter pensioneringen, har han dock börjat producera ymnigare, men fortfarande "med värnande om det fläckfria hantverket, de klangsköna aforismerna och finciselerade lyriska impressioner."
Gullberg erhöll Göteborgs stads kulturstipendium 1976 samt Rangström-stipendiet 1981. Den 3 september 2006 gavs på Stora Teatern i Göteborg en konsert kallad "Från Schönberg till Gullberg".
En första CD med Gullbergs musik, inspelad av pianisten Olof Höjer och utgiven av Intim Musik våren 2007, innehåller enligt en recensent "musik i blandad stil, från en personligt modererad tolvtonsteknik till gallisk esprit ...". Recensentens slutomdöme om Gullbergs CD är att "det borde bli fler!".
Olof Gullberg är gravsatt i minneslunden på Stampens kyrkogård i Göteborg.

## Verk i urval
- Petite suite française pour le piano. Carl Gehrmans Musikförlag. Inspelad på CD av Ingemar Edgren - skivmärke: Rosarium, titel: Legend (ROS 001) 1999 - samt av  Olof Höjer - skivmärke Intim Musik.
- Romantiska miniatyrer för stråkorkester. Inspelad på CD av Örebro Kammarorkester/Svenska kammarorkestern under ledning av František Vajnar - skivmärke Swedish Society.
- Divertimento för blåsare, piano och puka.
- Novimenti för violin och kammarorkester.
- Mosaik, metamorfoser för fem instrument - fl., cl., piano, vl., vcl.
- Sonatin för piano. Inspelad av Olof Höjer - skivmärke Intim Musik.
- Sonat för piano. Inspelad av Olof Höjer - skivmärke Intim Musik.
- Fjorton mindre pianokompositioner. Inspelade av Olof Höjer - skivmärke Intim Musik.
- Divertimento för stråkorkester - skall uruppföras under 2007.

Ett flertal av Gullbergs verk är publicerade av Nordiska Musikförlaget, Carl Gehrmans Musikförlag, Eriksförlaget, Edition Suecia samt Mills Music Inc., New York.